# Сошиньский, Кшиштоф
Кшиштоф Сошиньский (пол. Krzysztof Soszyński [ˈkʂɨʂtɔf sɔˈʂɨɲskʲi]; род. 2 августа 1977, Сталёва-Воля) — польско-канадский боец смешанных единоборств (ММА).

## Ранняя жизнь
Сошински родился в городе Сталёва-Воля, в Польше. Он жил там до 10 лет, когда его семья переехала в Виннипег, провинция Манитоба, Канада. В Канаде он увлёкся канадским футболом, однако вскоре его страстью становится бодибилдинг. Одновременно с этим, Сошински начинает обучение бразильскому виду единоборств, джиу-джитсу, по которому впоследствии получает чёрный пояс. Параллельно он посещает тренажёрный зал, где занимается под руководством Родриго Мундурука. Ввиду нехватки денег Кшиштофу приходится подрабатывать, чтобы оплатить свои занятия.

### Изучение боевых искусств
В это же время Сошински стал изучать единоборства, решив для себя, что его будущее в боях без правил. Одним из его тренеров становится профессиональный борец Аллен Кодж (англ. Allen Coage), который был бронзовым призёром по дзюдо в 1976 году на Олимпийских играх. Он также тренируется под руководством Дэна Хендерсона в Калифорнии. Благодаря этим тренировкам, Кшиштоф впоследствии добивается значительных успехов как в ударной технике, так и в искусстве борьбы.

## Карьера в смешанных единоборствах

### ВUltimate Fighter
Сошински выступал в UF, где он победил Майка Стюарта и Кайла Кингсбери на пути в полуфинал, в котором уступил Винни Магалейзу.

### ВUFC
Сошински дебютировал в UFC против Шейна Примма, которого он победил болевым приёмом кимура. Его второй бой был на UFC 97, где Сошински снова использовал кимура, чтобы победить Брайана Стэнна (чемпиона World Extreme Cagefighting в среднем весе). В следующем бою Кшиштоф участвовал в качестве поздней замены Хьюстона Александра на UFC 98, нокаутировав Андре Гусмао на четвёртой минуте в первом раунде. В следующем бою Сошински вновь участвует в качестве замены для травмированного Мэтта Хэмилла против Брэндона Веры на UFC 102, который он проиграл единогласным решением судей, в результате чего его результат в UFC стал 3-1. Следующий бой он провёл против Стефана Боннара 21 февраля 2010 года на UFC 110. В этом бою Кшиштоф побеждает в третьем раунде из-за рассечения, хотя после боя многие из специалистов склонялись к тому, что польский боец умышленно нанёс рассечение головой. После боя была созвана коллегия судей, которая решила не отменять итог боя. После его заседания оба бойца заявили, что считают необходимым провести матч-реванш. Желание бойцов было удовлетворено, и матч-реванш состоялся на UFC 116. Во втором раунде, во время борьбы в стойке, Сошински попался на удар коленом, после чего получил серию безответных ударов, проиграв техническим нокаутом. В следующем бою Сошински сталкивается с Гораном Рельичем 13 ноября 2010 года на UFC 122. Этот бой он выиграл единогласным решением судей.
Следующий бой с участием Сошински был запланирован против Энтони Пероша 11 июня 2011 года в UFC 131. Однако, Перош был вынужден отказаться от боя в связи с травмой. Его заменил Игорь Покраджак. Однако и Покраджак также был травмирован и впоследствии заменен возвратившемся в UFC ветераном Майком Маззенцио. В этом бою Сошински победил единогласным решением судей.
Бой между Сошински и Покраджаком состоялся чуть позже, 10 декабря 2011 года в UFC 140. Сошински был отправлен в нокаут с прямой правой от Покраджака, после чего упал на ринг и потерял сознание. После боя, во время интервью, Сошински заявил о завершении карьеры в ММА. Данный факт был зафиксирован в видеоблоге Дана Уайта, президента UFC. Однако позже боец заявил, что он не помнит того, что произошло после боя, и сказал, что его будущее в ММА будет зависеть от того, что скажут его врачи.

## Карьера в кино
Сошински снялся в роли Кена «Сокрушителя» Дитриха, профессионального бойца смешанных единоборств в фильме «Толстяк на ринге» и в фильме Аллана Ангара «Рукопашный бой» в роли профессионального бойца подпольных боёв и убийцы родителей главного героя. Также имеет роль наёмника в фильме «Логан».

## Личная жизнь
Кшиштоф Сошински женат, жену зовут Женевьева. От предыдущего брака имеет сына, Николая.

## Статистика ММА
| Результат | Рекорд  | Соперник        | Способ                                  | Турнир                                  | Дата             | Раунд | Время | Место                | Примечание |
| --------- | ------- | --------------- | --------------------------------------- | --------------------------------------- | ---------------- | ----- | ----- | -------------------- | ---------- |
| Поражение | 26-12-1 | Игор Покраяц    | Нокаут (удары)                          | UFC 140                                 | 10 декабря 2011  | 1     | 0:35  | Торонто, Канада      |            |
| Победа    | 26-11-1 | Майк Мэссенцио  | Единодушное решение                     | UFC 131                                 | 11 июня 2011     | 3     | 5:00  | Ванкувер, Канада     |            |
| Победа    | 25-11-1 | Горан Рельич    | Единодушное решение                     | UFC 122                                 | 13 ноября 2010   | 3     | 5:00  | Оберхаузен, Германия |            |
| Поражение | 24-11-1 | Стефан Боннар   | Технический нокаут (колено и удары)     | UFC 116                                 | 3 июля 2010      | 2     | 3:08  | Лас Вегас, США       |            |
| Победа    | 24-10-1 | Стефан Боннар   | Технический нокаут (cut)                | UFC 110                                 | 21 февраля 2010  | 3     | 1:04  | Сидней, Австралия    |            |
| Поражение | 23-10-1 | Брэндон Вера    | Единодушное решение                     | UFC 102                                 | 29 августа 2009  | 3     | 5:00  | Портленд, США        |            |
| Победа    | 23-9-1  | Андре Гусмао    | Нокаут (удары)                          | UFC 98                                  | 23 мая 2009      | 1     | 3:17  | Лас Вегас, США       |            |
| Победа    | 22-9-1  | Брайан Стэнн    | Сдача (кимура)                          | UFC 97                                  | 18 апреля 2009   | 1     | 3:53  | Монреаль, Канада     |            |
| Победа    | 21-9-1  | Шэйн Примм      | Сдача (кимура)                          | TUF 8 Finale                            | 13 декабря 2008  | 2     | 3:27  | Лас Вегас, США       |            |
| Победа    | 20-9-1  | Маркус Хикс     | Сдача (кимура)                          | UCW 11: Hell in the Cage                | 11 апреля 2008   | 1     | N/A   | Виннипег, Канада     |            |
| Победа    | 19-9-1  | Алекс Андрэйд   | Дисквалификация (удары ниже пояса)      | Ring of Combat 18                       | 7 марта 2008     | 2     | 4:46  | Нью-Джерси, США      |            |
| Победа    | 18-9-1  | Роберт Вильегас | Дисквалификация (отказ от боя)          | HDNet Fights: Reckless Abandon          | 15 декабря 2007  | 2     | 3:15  | Техас, США           |            |
| Поражение | 17-9-1  | Бен Ротуэлл     | Технический нокаут (удары)              | IFL: 2007 Semifinals                    | 2 августа 2007   | 1     | 0:13  | Нью-Джерси, США      |            |
| Поражение | 17-8-1  | Риз Энди        | Решение большинства                     | IFL: Everett                            | 1 июня 2007      | 3     | 4:00  | Эверет, США          |            |
| Победа    | 17-7-1  | Дэн Кристисон   | Единодушное решение                     | IFL: Los Angeles                        | 17 марта 2007    | 3     | 4:00  | Калифорния, США      |            |
| Поражение | 16-7-1  | Майк Вайтхед    | Единодушное решение                     | IFL: Championship Final                 | 29 декабря 2006  | 3     | 4:00  | Коннектикут, США     |            |
| Победа    | 16-6-1  | Девин Коул      | Сдача (болевой)                         | IFL: World Championship Semifinals      | 2 ноября 2006    | 2     | 1:14  | Орегон, США          |            |
| Победа    | 15-6-1  | Ичо Ларенас     | Технический нокаут (Решение доктора)    | TKO 27: Reincarnation                   | 29 сентября 2006 | 3     | 0:00  | Монреаль, Канада     |            |
| Победа    | 14-6-1  | Том Говард      | Технический нокаут (удары)              | IFL: Portland                           | 9 сентября 2006  | 1     | 3:47  | Портленд, США        |            |
| Победа    | 13-6-1  | Ян Пеллерен     | Сдача (кимура)                          | TKO 26: Heatwave                        | 30 июня 2006     | 1     | 1:30  | Квебек, Канада       |            |
| Поражение | 12-6-1  | Бен Ротуэлл     | Технический нокаут (удары)              | IFL: Legends Championship 2006          | 29 апреля 2006   | 1     | 3:59  | Нью-Джерси, США      |            |
| Ничья     | 12-5-1  | Майк Кайл       | Техническая ничья                       | Strikeforce: Shamrock vs. Gracie        | 10 марта 2006    | 1     | 2:02  | Калифорния, США      |            |
| Поражение | 12-5    | Брайан Шалл     | Технический нокаут (удары)              | TKO 24: Eruption                        | 28 января 2006   | 3     | 3:00  | Квебек, Канада       |            |
| Поражение | 12-4    | Мартин Дезилетс | Технический нокаут (остановка доктором) | TKO 23: Extreme                         | 5 ноября 2005    | 2     | 1:30  | Квебек, Канада       |            |
| Поражение | 12-3    | Мэтт Хорвич     | Сдача (удушение сзади)                  | Freedom Fight: Canada vs. USA           | 9 июля 2005      | 2     | 0:52  | Квебек, Канада       |            |
| Победа    | 12-2    | Рон Филдс       | Сдача (болевой)                         | UCW 2: Caged Inferno                    | 18 июня 2005     | 1     | 2:25  | Виннипег, Канада     |            |
| Победа    | 11-2    | Джейсон Дей     | Технический нокаут (удары)              | RR 8 — Roadhouse Rumble 8               | 9 апреля 2005    | 1     | 2:08  | Летбридж, Канада     |            |
| Победа    | 10-2    | Трой Хэдли      | Технический нокаут (удары)              | NFA: Super Brawl                        | 29 января 2005   | 1     | N/A   | Северная Дакота, США |            |
| Победа    | 9-2     | Крис Тил        | Нокаут (удары)                          | Ultimate Cage Wars 1                    | 29 октября 2004  | 1     | N/A   | Виннипег, Канада     |            |
| Победа    | 8-2     | Уайет Льюис     | Нокаут (удары)                          | RITR 1 — Rage in the Ring 1             | 23 октября 2004  | 1     | N/A   | Летбридж, Канада     |            |
| Победа    | 7-2     | Ли Мейн         | Сдача (удары)                           | WFF 7: Professional Shooto              | 23 июля 2004     | 2     | 2:06  | Ванкувер, Канада     |            |
| Поражение | 6-2     | Крис Тачшерер   | Единодушное решение                     | NFA: Moorhead                           | 12 июня 2004     | 3     | 3:00  | Миннесота, США       |            |
| Победа    | 6-1     | Деннис Сталл    | Технический нокаут (удары)              | ICC — Trials 2                          | 30 апреля 2004   | 1     | N/A   | Миннесота, США       |            |
| Победа    | 5-1     | Джек Бертон     | Сдача (удушение сзади)                  | ICC — Trials 2                          | 30 апреля 2004   | 1     | N/A   | Миннесота, США       |            |
| Победа    | 4-1     | Мэтт Лэфромбоиз | Сдача (удары)                           | DFC 1 — Dakota Fighting Championships 1 | 17 апреля 2004   | 1     | 1:14  | Северная Дакота, США |            |
| Победа    | 3-1     | Кайл Олсен      | Сдача (обессиливание)                   | NFA: Best Damn Fights                   | 20 марта 2004    | 1     | 4:55  | Северная Дакота, США |            |
| Победа    | 2-1     | Ben Konecnec    | Технический нокаут (удары)              | IFA: Ultimate Trials                    | 27 февраля 2004  | 1     | 0:26  | Айова, США           |            |
| Поражение | 1-1     | Джейсон Дей     | Единодушное решение                     | RR 8 — Roadhouse Rumble 8               | 1 ноября 2003    | 2     | 5:00  | Летбридж, Канада     |            |
| Победа    | 1-0     | Мэтт Лэфромбоиз | Сдача (удары)                           | Absolute Ada Fights 4                   | 13 сентября 2003 | 1     | 3:23  | Миннесота, США       |            |